# Zahrádka, Třebíč
Zahrádka là một làng thuộc huyện Třebíč, vùng Vysočina, Cộng hòa Séc.